# Paulão (futebolista)
Paulo César Batista dos Santos, conhecido simplesmente como Paulão, (Itambacuri, 25 de março de 1967) é um ex-futebolista brasileiro que atuava como zagueiro.
Fez parte da Seleção Brasileira de Futebol na Copa América de 1993.